# 龙坝乡 (陇南市)
龙坝乡，是中华人民共和国甘肃省陇南市武都区下辖的一个乡镇级行政单位。

## 行政区划
龙坝乡下辖以下地区：
田河村、袁塄村、龙坝村、庄科村、秦河村、斜坡村、鱼关村、天池村、白果村、张庄村、庙山村、冯坪村、铁山村、麻滩村、红石村和上寨村。